# Tia (Siglé)
Pour les articles homonymes, voir Tia.
Ne doit pas être confondu avec Tia (Bondokuy).
Tia est une commune située dans le département de Siglé de la province de Boulkiemdé dans la région du Centre-Ouest au Burkina Faso.

## Éducation et santé
Le centre de soins le plus proche de Tia est le centre de santé et de promotion sociale (CSPS) de Siglé.